# More Than You Know (pesem)
More Than You Know je pesem dua iz Švedske Axwell Λ Ingrosso in vsebuje tudi vokal Kristoffer-ja Fogelmark. Pesem je izšla na Švedskem 27. maja.
12. oktobra je izšla tudi španska verzija pesmi -Más De Lo Que Sabes, na uradnem VEVO Youtube kanalu Axwell Λ Ingrosso. (AxwellIngrossoVEVO)
Pesem ima preko 110 000 000 ogledov na Youtube.